# Isabella Stewart Gardner
Isabella Stewart Gardner (Nova Iorque, 14 de abril de 1840 – Boston, 17 de julho de 1924) foi uma filantropa, colecionadora e patrona das artes norte-americana. Foi a fundadora do Museu Isabella Stewart Gardner, em Boston.
Isabella adorava viajar, visitar locais históricos e era dotada de grande curiosidade. Tinha amizades com vários escritores e artistas de sua época, incluindo John Singer Sargent, James McNeill Whistler, Dennis Miller Bunker, Anders Zorn, Henry James, Okakura Kakuzō e Francis Marion Crawford.
Seu comportamento pouco convencional para uma mulher na época. Era considerada excêntrica, tendo vários apelidos como "Belle," "Donna Isabella," "Isabella de Boston," e "Sra. Jack".

## Biografia
Isabella nasceu na cidade de Nova Ioruqe, em 1840. Era filha de um rico comerciante de linho, David Stewart e de sua esposa, Adelia Stewart. Isabella cresceu em Manhattan, onde dos 5 aos 15 anos estudou em uma escola para meninas, tendo aulas de artes, música, dança, francês e italiano. Por frequentar a Igreja da Graça, teve também contato com arte e música sacras.
Aos 16 anos, a família se mudou para Paris, onde ela foi matriculada na escola americana para meninas. Suas colegas incluiam as meninas da família Gardner, a família mais rica de Boston. Em 1857, Isabella foi para a Itália, visitando Milão e a coleção de arte renascentista do Museu Poldi Pezzoli. Ela disse na época que, se algum dia herdasse algum dinheiro, teria uma casa semelhante ao museu para as pessoas visitarem e desfrutarem. Isabella retornou a Nova York em 1858.
Logo após retornar aos Estados Unidos, Isabella foi convidada por sua antiga colega de classe em Paris, Julia Gardner, para visitar Boston, onde conheceu o irmão de Julia, John Lowell "Jack" Gardner. Filho de John L. e Catharine E. Gardner, era o solteirão mais cobiçado da cidade. Isabella e John se casaram na Igreja da Graça em 10 de abril de 1860 e moraram na casa que o pai de Isabella dera ao casal, na rua Beacon, 152, em Boston. Moraram neste endereço até a morte de John.
O casal teve um filho, nascido em 18 de junho de 1863, mas ele faleceu devido a uma pneumonia em 15 de março de 1865. Um ano depois, Isabella teve um aborto e os médicos lhe disseram que ela nunca mais poderia ter filhos. Foi uma época bastante difícil, pois na mesma época sua melhor amiga e cunhada, Julia Gardner, também morreu. Isabella entrou em depressão, se afastando da sociedade.
Por indicação dos médicos, John levou Isabella para a Europa, em 1867. Isabella estava tão doente que ela precisou de uma maca para ser levada à bordo do navio. O casal passou boa parte do ano viajando, visitando a Escandinávia e a Rússia, mas passaram boa parte deste tempo em Paris. A viagem teve um efeito benéfico na saúde de Isabella e foi um ponto de virada em sua trajetória. Foi nesta viagem que ela adotou o hábito de criar álbuns de recortes. Ao retornar aos Estados Unidos, Isabella se tornaria uma socialite respeitada.
Em 1875, o irmão de John, Joseph Garnerd, morreu, deixando três filhos pequenos. Isabella e o marido então os adotaram e criaram os meninos. Um deles, Augustus Peabody Gardner, futuro político republicano da cidade, tinha 10 anos ma época.

## Arte e viagens

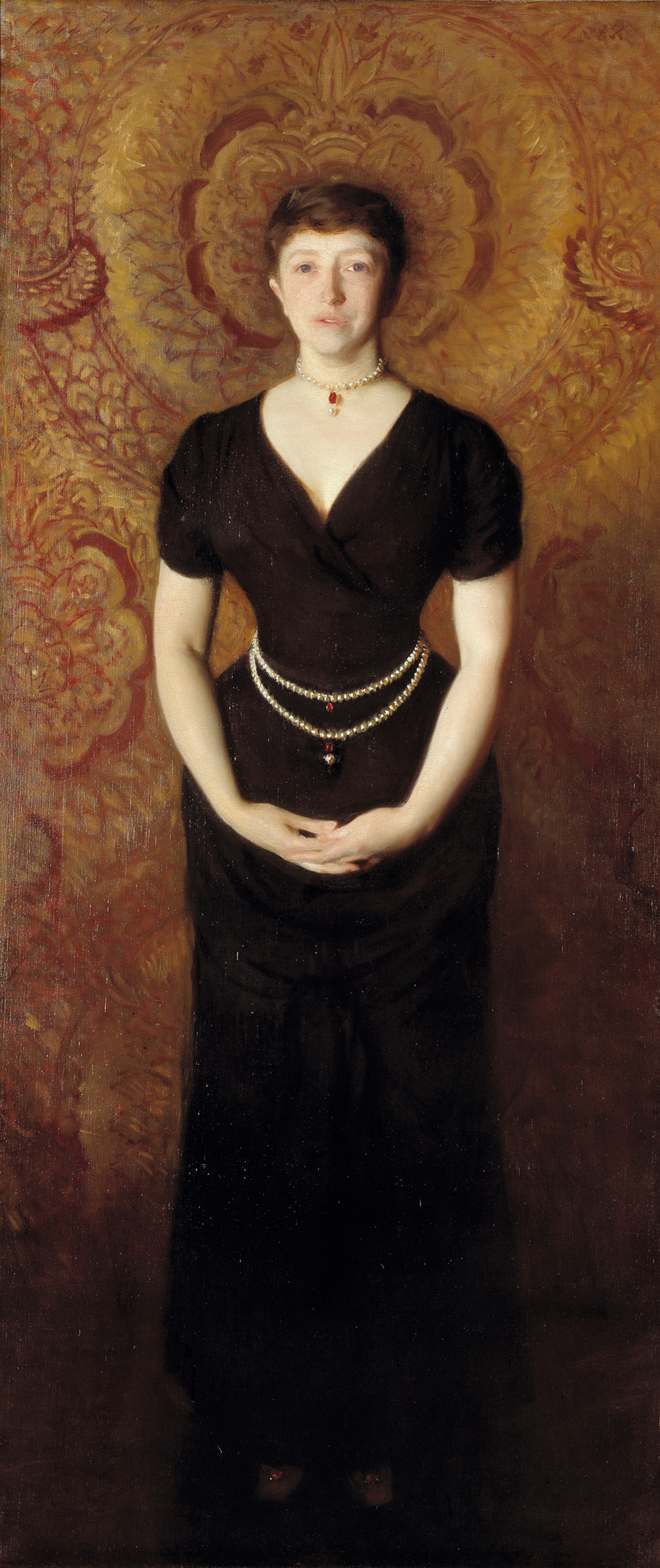
Isabella Stewart Gardner, tela de John Singer Sargent, 1888

Em 1874, Isabella e o marido visitaram o Oriente Médio, Europa Central e, novamente, Paris. No começo da década de 1880, viajaram pelos Estados Unidos, Europa e Ásia, onde se depararam com culturas antigas e expandiram seu conhecimento sobre o mundo. O casal embarcaria em várias viagens nos anos seguintes.
Os primeiros trabalhos da coleção de Isabella foram adquiridos durante suas viagens à Europa. Em 1891, ela começou a focar nas belas artes após a morte do pai e de receber a herança por ele deixada de 1,75 milhões de dólares. Uma de suas primeiras aquisições foi O concerto, de Johannes Vermeer, adquirida em um leilão em Paris, em 1892.
Isabella visitou o Egito, a Turquia e outros países da região, em busca de obras de arte. Logo o casal acumulava não apenas pinturas, mas estátuas, tapecarias, fotografias, prataria, cerâmica e manuscritos, além de elementos arquitetônicos como portas, vidraças e peças em metal. No começo do século XX, Isabella viajou com seu amigo, o arquiteto de Boston, Edmund M. Wheelwright, para comprar peças para o Harvard Lampoon Building, tendo doado várias peças de sua coleção para o edifício ao longo do anos.
Cerca de 70 obras de arte de sua coleção foram adquiridas de forma a ajudar o negociante de artes, Bernard Berenson. Entre os colecionadores com quem Isabella competia estava Edward Perry Warren, que vendeu várias obras para o Museu de Belas Artes de Boston. A coleção dos Garnder incluía trabalhos de alguns dos maiores artistas europeus como Madona e a criança com o anjo, de Sandro Botticelli, O Rapto de Europa, de Ticiano, The Dormition and Assumption of the Virgin, de Fra Angelico e Rei Felupe IV da Espanha, de Diego Velázquez. Isabella comprou alguns itens de sua coleção sozinha, mas costumava pedir para seus colegas a comprar em seu nome já que era incomum que mulheres participassem de negociações de arte.
Veneza era o destino favorito do casal Gardner, onde eles se hospedavam com frequência no Palazzi Barbaro, um grande centro artístico para expatriados. Em Veneza, Isabella comprou arte e antiguidades, foi à ópera e jantou com artistas e escritores.

## Criação do museu

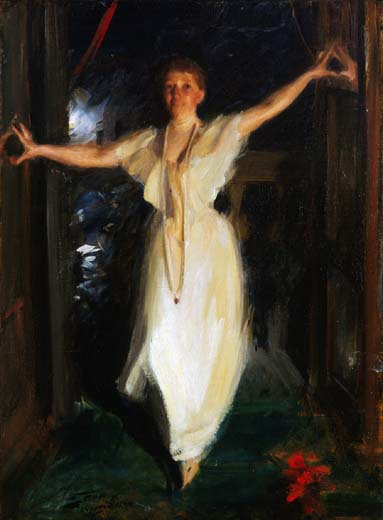
Isabella Stewart Gardner in Venice (1894), de Anders Zorn (Gardner Museum)

Em 1896, Isabella e o marido perceberam que sua casa na Rua Beacon, em Boston, ainda que fosse espaçosa, estava ficando pequena para a coleção de arte do casal. Após a súbita morte de John em 1898, Isabella percebeu que precisaria construir um museu para guardar sua coleção. Ela então comprou um terreno para o museu em Fenway e contratou o arquiteto Willard Thomas Sears para projetá-lo no estilo dos palácios renascentistas de Veneza.
Isabella se envolveu em várias etapas do projeto. O edifício circunda totalmente um pátio com um jardim coberto de vidro, o primeiro desse tipo nos Estados Unidos. Isabella queria que o segundo e o terceiro andares fossem galerias. Uma grande sala de música ocupava originalmente o primeiro e o segundo andares de um lado do edifício, mas Isabella depois dividiu os espaços para expôr uma enorme tela de John Singer Sargent, chamada de El Jaleo no primeiro andar, com as tapeçarias no segundo.
Assim que o prédio ficou pronto, Isabella passou um ano cuidadosamente instalando a coleção seguindo seu próprio estilo pessoal. As ecléticas instalações da galeria, pinturas, esculturas, tapeçarias e móveis de diferentes períodos e culturas se combinam para criar uma narrativa rica, complexa e única. O Museu Isabella Stewart Gardner abriu para convidados em 1 de janeiro de 1903, com uma grande celebração com direito a uma apresentação da Orquestra Sinfônica de Boston. Meses depois abriu para o público, com uma variedade de pinturas, desenhos, móveis e outros objetos que datam do Antigo Egito até Henri Matisse.

## Doença e morte

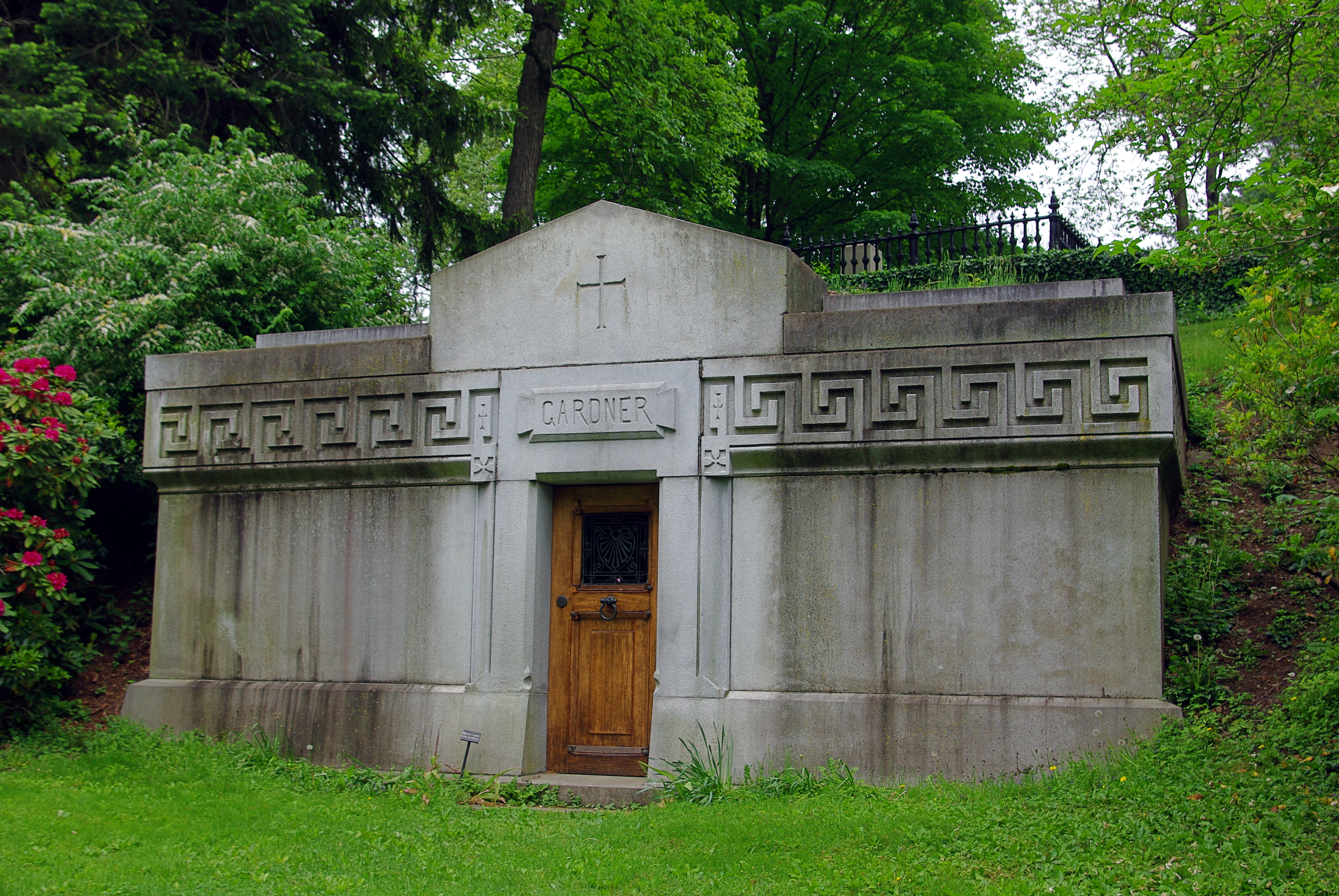
Mausoléu da família Gardner, Cemitério de Mount Auburn

Em 1919, Isabella sofreu o primeiro de uma série de AVCs e cinco anos depois, bastante debilitada, ela morreu em 17 de julho de 1924, aos 84 anos. Isabella foi sepultada no mausoléu da família no Cemitério de Mount Auburn, em Cambridge, Massachusetts, junto do marido e do filho.

## Legado
Após a morte de Isabella, o quarto andar do museu foi a residência do diretor da instituição por 60 anos. Enquanto ainda estava viva, Isabella usou o andar como sua residência. Quando Anne Hawley, diretora do museu de 1989 a 2015, foi eleita para comandar a instituição, ela decidiu continuar em sua casa. Seis meses depois de Anne assumir, o museu foi roubado, tendo sido o maior roubo de obras de arte do mundo, sem que as peças fossem recuperadas ou qualquer culpado fosse preso. Recentemente, o andar foi convertido em escritórios administrativos do próprio museu.
Em seu testamento, Isabella doou 1 milhão de dólares para o museu e determinou que a coleção permanente não deveria ser alterada. Ela também deixou doações para várias instituições de caridade.